# 6월 24일
6월 24일은 그레고리력으로 175번째(윤년일 경우 176번째) 날에 해당한다.

## 사건
- 79년 - 티투스가 로마 황제가 되다.
- 1340년 - 백년 전쟁: 슬로이스 해전이 일어나다.
- 1497년 - 이탈리아 출신의 영국 탐험가 존 캐벗이 북아메리카(뉴펀들랜드)를 발견하다.[1][2]
- 1571년 - 미겔 로페스 데 레가스피가 마닐라에 시청을 설치하고 에스파냐령 필리핀의 수도로 정하다.
- 1597년 - 네덜란드인들이 최초로 자바섬에 상륙하다.
- 1662년 - 네덜란드가 마카오의 무력 점령을 시도하였으나 실패하다.
- 1812년 - 나폴레옹 전쟁: 프랑스 제국의 대육군이 나폴레옹의 지휘 아래 네만강을 건너면서 러시아 원정의 시작을 알리다.
- 1880년 - 캐나다의 국가가 퀘벡에서 처음으로 연주되다.
- 1894년 - 프랑스의 대통령 마리 프랑수아 사디 카르노가 암살당하다.
- 1910년 - 대한제국의 경찰권이 조약에 따라 일본 제국에 이양되다.
- 2009년 - 대한민국에서 첫 존엄사가 실시되다.
- 2022년 - 미국 연방 대법원이 49년 만에 로 대 웨이드 판결을 공식적으로 폐기했다.
- 2024년 - 화성 전지 제조공장 화재가 아리셀 공장에서 발생했다.

## 문화
- 2003년 - 블라디미르 푸틴 러시아 대통령이 영국을 국빈 방문하다. 러시아의 국가원수로서는 1844년의 니콜라이 1세 이래로 159년 만에 영국을 방문하다.
- 2004년 - 대한민국, 천주교 의정부교구를 설립하다.
- 2013년 - 대한민국에서 SK텔레콤이 세계 최초로 LTE-A 서비스를 실시하게 되다.
- 2014년 - NC 다이노스의 투수 찰리 쉬렉이 LG 트윈스를 상대로 KBO 리그 14년만에 송진우 선수에 이어 노히트 노런을 달성하였다.
- 2015년 - 영화 연평해전이 개봉되다.

## 탄생
- 1768년 - 프랑스의 장군 루이 라자르 오슈. (~1797년)
- 1844년 - 프랑스의 화가 앙리 쥐베르. (~1909년)
- 1892년 - 대한민국의 화가 김은호. (~1979년)
- 1893년 - 미국의 기업인 로이 O. 디즈니. (~1971년)
- 1897년 - 대한민국의 비행사 박경원. (~1933년)
- 1901년 - 대한민국의 독립운동가 윤세주. (~1942년)
- 1912년 - 미국의 역사학자 프레드 하비 해링턴. (~1995년)
- 1919년 - 대한민국의 지휘자 임원식. (~2002년)
- 1923년 - 대한민국의 기업인 구태회. (~2016년)
- 1930년 - 프랑스의 영화 감독 클로드 샤브롤. (~2010년)
- 1932년 - 일본의 제12대 재무재신 후지이 히로히사. (~2022년)
- 1936년 - 미국의 배우, 영화감독 로버트 다우니 시니어. (~2021년)
- 1942년 - 오스트리아의 작가 게르하르트 로스. (~2022년)
- 1944년 - 영국의 기타 연주자 제프 벡. (~2023년)
- 1945년 - 대한민국의 성우 겸 배우 김기현.
- 1947년 - 미국의 배우 피터 웰러.
- 1949년 - 독일의 적군파 대원 브리기테 몬하우프트.
- 1955년 - 대한민국의 배우 조양자.
- 1956년 - 미국의 농구 코치 리키 버드 송. (~1999년)
- 1957년 - 미국의 정치인 마크 파킨슨.
- 1960년 - 미국의 레슬링 선수 네이트 카.
- 1961년 - 영국의 가수, 작곡가, 음악가 커트 스미스.
- 1962년
  - 인도의 기업인 고탐 아다니.
  - 멕시코의 과학자, 정치인 클라우디아 셰인바움.
- 1964년 - 영국의 사업가 해미시 하딩. (~2023년)
- 1965년 - 대한민국의 배우 손현주.
- 1966년 - 이탈리아의 전 축구 선수 밀레나 베르톨리니.
- 1967년 - 대한민국의 언론인 정승훈.
- 1968년
  - 대한민국의 배우 김은수.
  - 대한민국의 시인 조기영.
  - 독일의 전 사격 선수 크리스티안 클레스.
- 1969년 - 러시아의 유도 선수, 종합격투기 선수 스베틀라나 군다렌코.
- 1971년 - 대한민국의 배우 지진희.
- 1972년
  - 대한민국의 성우 유호한. (~2025년)
  - 대한민국의 배우 김여진.
- 1973년 - 대한민국의 가수, 방송인 이상민.
- 1974년
  - 대한민국의 아나운서, 방송인 박찬민.
  - 대한민국의 희극인 김대희.
- 1975년 - 대한민국의 배우 박성연.
- 1977년 - 대한민국의 유도 선수 최선호.
- 1978년
  - 대한민국의 가수, 배우 브이원.
  - 대한민국의 스켈레톤 선수, 스켈레톤 감독 조인호.
  - 아르헨티나의 축구 선수 후안 로만 리켈메.
  - 일본의 축구 선수 나카무라 슌스케.
- 1979년
  - 대한민국의 배우 민지영.
  - 대한민국의 정치인 권성주.
- 1980년
  - 대한민국의 배우 박재정.
  - 대한민국의 배우 박혜상. (~2010년)
  - 미국의 배우, 음악가 제이슨 슈워츠먼.
  - 캐나다의 배우 리앤 밸러밴.
- 1981년
  - 대한민국의 배우 곽진무.
  - 미국의 배우 버네사 레이.
  - 미국의 배우, 가수 틸키 존스.
  - 폴란드의 영화 촬영 감독 우카시 잘.
- 1982년
  - 대한민국의 축구 감독 이낙영.
  - 폴란드의 배우, 가수 요안나 쿨리크.
  - 네덜란듸 배우, 댄서, 모델 로테 페르베이크.
- 1983년
  - 대한민국의 희극인 김경진.
  - 대한민국의 축구 선수 김근철.
  - 대한민국의 배우 박혜영.
  - 대한민국의 야구 선수 송광민.
  - 대한민국의 배우 박나은.
- 1984년
  - 미국의 성우 루시언 도지.
  - 대한민국의 희극인 김철민.
  - 미국의 농구 선수 J. J. 레딕.
- 1985년
  - 대한민국의 철권 프로게이머 배재민.
  - 대한민국의 전 농구 선수 신혜인.
- 1986년 - 잉글랜드의 배우 앰버 로즈 리바.
- 1987년
  - 아르헨티나의 축구 선수 리오넬 메시.
  - 대한민국의 축구 선수 박종진.
  - 일본의 축구 선수 모리타 신지.
  - 일본의 가수 LiSA.
  - 잉글랜드의 다이빙 선수 니컬러스 로빈슨 베이커.
- 1988년
  - 미국의 가수 닉쿤 (2PM).
  - 대한민국의 축구 선수 조소현.
  - 대한민국의 전 야구 선수, 야구코치 김동한.
  - 대한민국의 전 야구 선수 김동욱.
  - 미국의 배우 캔디스 패튼.
- 1989년 - 대한민국의 성우 방시우.
- 1990년 - 대한민국의 야구 선수 성영훈.
- 1991년
  - 일본의 가수 키타하라 리에.
  - 일본의 성우 쿠와하라 유우키.
  - 대한민국의 농구 선수 김민구.
  - 카타르의 육상 선수 무타즈 이사 바르심.
- 1992년
  - 대한민국의 스타그래프트 박준오.
  - 대한민국의 야구 선수 신세진.
  - 오스트리아의 축구 선수 데이비드 알라바.
- 1993년
  - 대한민국의 래퍼 하랑 (오프로드).
  - 우즈베키스탄의 복싱 선수 하산보이 두스마토프.
  - 우즈베키스탄의 복싱 선수 아브두말리크 할로코프.
- 1994년 - 일본의 성우 엔도 유리카.
- 1996년
  - 영국의 배우 해리스 디킨슨.
  - 대한민국의 가수 정진우.
  - 일본의 축구 선수 사카모토 마사키.
- 1997년
  - 대한민국의 축구 선수 최범경.
  - 중화인민공화국의 복싱 선수 창위안.
- 1998년 - 오스트레일리아의 축구 선수 카이 롤스.
- 1999년 - 우루과이의 축구 선수 다르윈 누녜스.
- 2000년 - 대한민국의 야구 선수 최정원.
- 2004년
  - 대한민국의 모델 린애.
  - 대한민국의 가수 기석.
- 2006년 - 일본의 바둑 기사 우에노 리사.

## 사망
- 79년 - 로마의 제국 황제 베스파시아누스. (9년~)
- 1768년 - 루이 15세의 왕비 마리아 레슈친스카. (1703년~)
- 1860년 - 베스트팔렌 왕국의 국왕 제롬 보나파르트. (1784년~)
- 1908년 - 미국의 제 22,24대 대통령 그로버 클리블랜드. (1837년~)
- 1986년 - 대한민국의 조각가 김세중. (1928년~)
- 1989년 - 일본의 가수 미소라 히바리. (1937년~)
- 1999년 - 일본의 야구인 벳쇼 다케히코. (1922년~)
- 2007년 - 캐나다의 프로레슬링 선수 크리스 벤와. (1967년~)
- 2009년 - 대한민국의 성악가 오현명. (1924년~)
- 2015년 - 미국의 장교, 정치인 안수산. (1915년~)
- 2017년 - 대한민국의 방송인 박원웅. (1940년~)
- 2019년 - 미국의 영화배우 빌리 드래고. (1945년~)
- 2021년
  - 필리핀의 제15대 대통령 베니그노 아키노 3세. (1960년~)
  - 베트남의 군인, 총리 쩐티엔키엠. (1925년~)
- 2023년
  - 홍콩의 법조인, 판사 양톄량. (1929년~)
  - 미국의 육상 선수 딘 스미스. (1932년~)
- 2025년 - 대한민국의 정치인 유성엽. (1960년~)

## 기념일
- 카라보보 전투 승전 기념일: 베네수엘라
- 배넉번 전투 승전 기념일: 스코틀랜드
- 전자정부의 날: 대한민국

## 같이 보기
- 전날: 6월 23일 다음날: 6월 25일 - 전달: 5월 24일 다음달: 7월 24일
- 음력: 6월 24일
- 모두 보기